# Équipe des Pays-Bas espoirs de football
Maillots
L'équipe des Pays-Bas Espoirs de football est constituée par une sélection des meilleurs joueurs néerlandais de moins de 21 ans. L'âge limite pour jouer en Espoirs est de 21 ans à la date du début des phases éliminatoires d'un championnat d'Europe.
Les Pays-Bas espoirs ont été finalistes du Tournoi de Toulon 2006 et demi-finalistes du tournoi 2007.
Mais ils ont surtout remporté le dernier Euro espoirs, éliminant la France en demi-finale. Klaas-Jan Huntelaar s'y est révélé. Ils organiseront la prochaine édition du tournoi qui aura lieu cette année même ; en effet, afin d'éviter d'être reléguées à un second plan par les Mondiaux ou Euros « A », les compétitions espoirs ont désormais lieu lors des années impaires. 
Après avoir remporté deux Championnat d'Europe de football espoirs consécutifs, ils échouent aux qualifications pour la compétition de 2009.

## Palmarès
- Championnat d'Europe
  - Champion : 2006  et 2007

- Tournoi de Toulon
  - Finaliste : 2006 et 1979
  - Troisième : 1977 1987 1982 et  2012